# Tricholoma sciodes
Tricholoma sciodes (Christian Hendrik Persoon, 1801 ex Charles-Édouard Martin, 1919) din încrengătura Basidiomycota, în familia Tricholomataceae și de genul Tricholoma este o specie de ciuperci otrăvitoare care coabitează, fiind un simbiont micoriza, formând prin urmare micorize pe rădăcinile arborilor. O denumire populară nu este cunoscută. Buretele destul de comun trăiește în România, Basarabia și Bucovina de Nord, izolat sau în grupuri mai mici, aproape numai în păduri de fag pe sol bazic, rar și în cele de foioase și mixte generale, sub simbiontul lui. Se dezvoltă de la câmpie la deal. Timpul apariției este din (iulie) august până în noiembrie (decembrie).

## Taxonomie

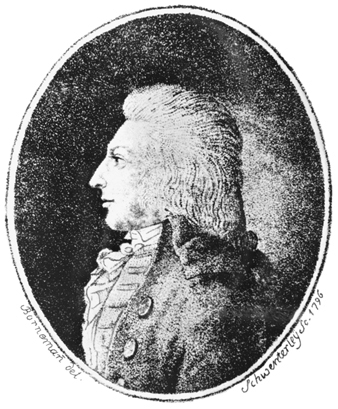
C. H. Persoon

Numele binomial Agaricus myomyces var. sciodes, determinat de cunoscutul om de știință bur (Christian Hendrik Persoon în volumul 1 al operei sale Synopsis methodica Fungorum din 1801, a fost transferat de micologul elvețian Charles-Édouard Martin (1847–1937) la genul Tricholoma cu epitetul sciodes, de verificat în lucrarea sa Catalogue systématique des basidiomycètes charnus, des discomycètes, des tubérinées, des hypocréacées de la Suisse Romande din 1919, fiind numele curent valabil (2020).
Mai trebuie menționat că botanistul francez Pierre Bulliard a descris și desenat o specie în 1791, denumind-o Agaricus murinaceus. În 1881, ea a fost transferată de micologul englez Mordecai Cubitt Cooke la genul Tricholoma sub păstrarea epitetului. Această denumire este văzută de Checklist of Basidiomycota of Great Britain and Ireland din 2005 sinonim pentru buretele descris aici. Tot Index Fungorum o declară (în momentul de față) chiar sinonim al Hygrocybe murinacea (Bull.) M.M.Moser (1967). Toate celelalte încercări de redenumire sunt acceptate sinonim, dar nu sunt folosite.
Epitetul este derivat din cuvântul grecesc (greacă σκιωδης=umbros, umbrit, plin de umbră, întunecat), datorită aspectului pălăriei.

## Descriere

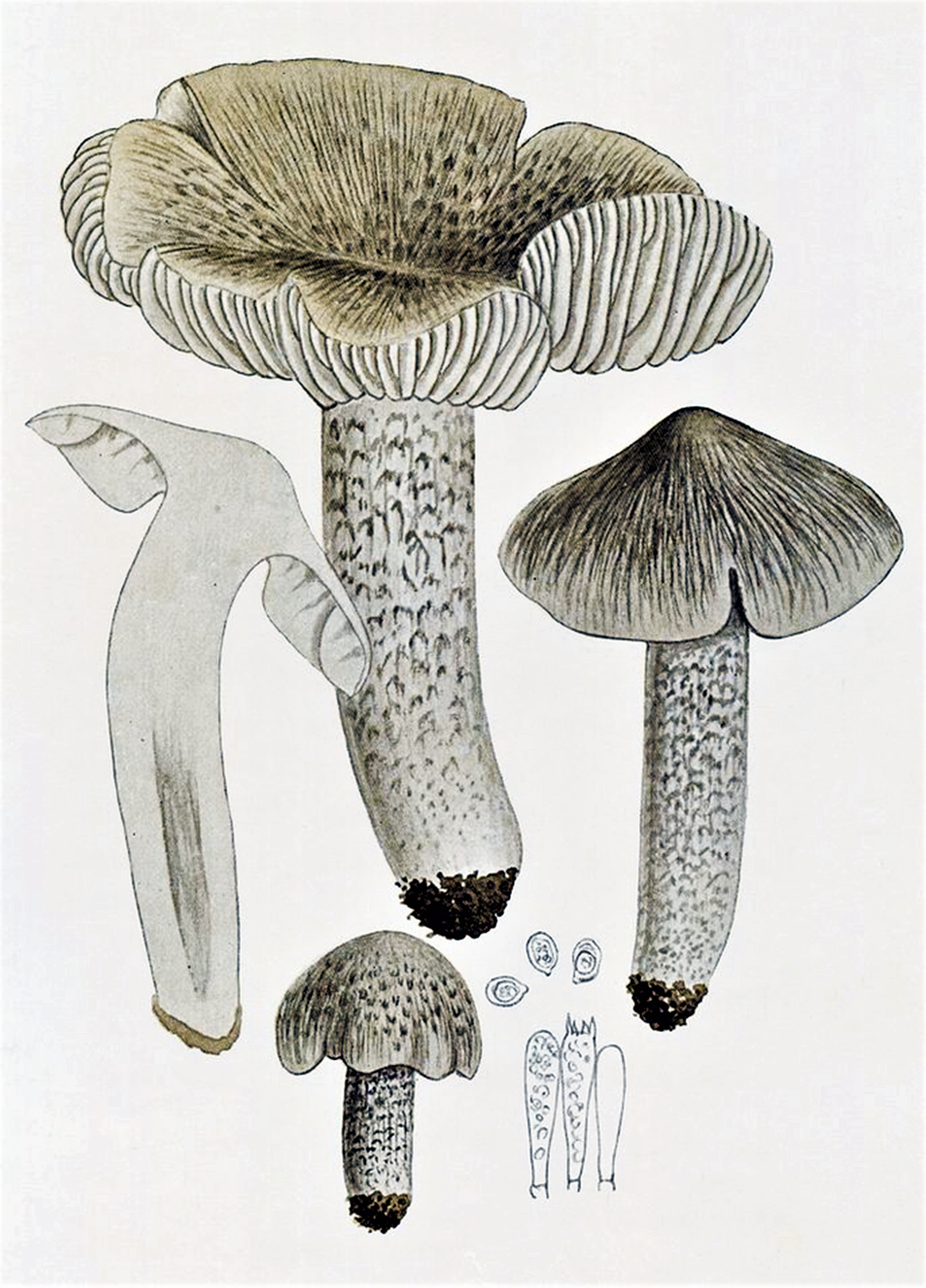
Bres.: Tricholoma murinaceum

- Pălăria: are un diametru de 4-10 (12) cm, este nu prea cărnoasă, inițial în formă de clopot sau aproape conică cu marginea răsucită spre inferior, apoi boltită până întinsă și mereu rotunjit cocoșată. În vârstă crapă adânc radial asemănător ciupercilor ale genului  Inocybe. Cuticula este uscată, netedă, mătăsoasă, uneori slab solzoasă, la umezeală doar puțin lipicioasă, coloritul fiind pe fund gri-albicios cu nuanțe de violet și prevăzut cu dungi aliniate radial mai închise, gri-brune. La bătrânețe,  suprafața devine din ce în ce mai închisă brun.
- Lamelele: sunt destul de subțiri, dar distanțate, intercalate și bifurcate, aderate bombat la picior (numit: șanț de castel), cu muchii ondulate precum slab crenate la bătrânețe. Coloritul albicios până gri deschis cu un reflex clar rozaliu devine cu avansarea în vârstă bordurat negricios pe muchii. Nu se decolorează după o leziune.
- Piciorul: destul de stabil și slab fibros are o lungime de 5-10cm și o lățime 1,2-2 cm, este aproape cilindric, subțiat spre pălărie și cu baza ceva îngroșată precum aplatizată abrupt, fiind plin, dar la bătrânețe gol pe dinăuntru. Spre vârf este de colorit mai deschis și adesea ceva brumat. Coaja gri-albicioasă, este în regulă netedă și fibros încarnată, la unele variații slab solzoasă. Nu prezintă un inel.
- Carnea: gri-albicioasă ce nu se decolorează după tăiere este în pălărie mai fragedă, în picior mai fibroasă, având un miros nu prea plăcut pământos precum un gust în primul moment doar amar, devenind repede ceva iute și odată amestecat foarte usturător.
- Caracteristici microscopice: are spori netezi, rotunjori până lat elipsoidali, apiculați spre vârf și hialini (translucizi) cu o mărime de 6,5 (9) x (5) 6-7 microni. Pulberea lor este albă. Basidiile clavate cu 4 sterigme fiecare măsoară 35-40 x 8-10 microni. Cistidele celule de obicei izbitoare și sterile care pot apărea între basidii și himen, stratul fructifer) sunt ceva mai scurte, cu vârfuri rotunjite și pediculate.[12]
- Reacții chimice: carnea pălăriei și lamelele se decolorează cu formol, ocru-roșiatic, baza piciorului foarte încet violet, iar și carnea cu tinctură de Guaiacum albastru.[13][14]

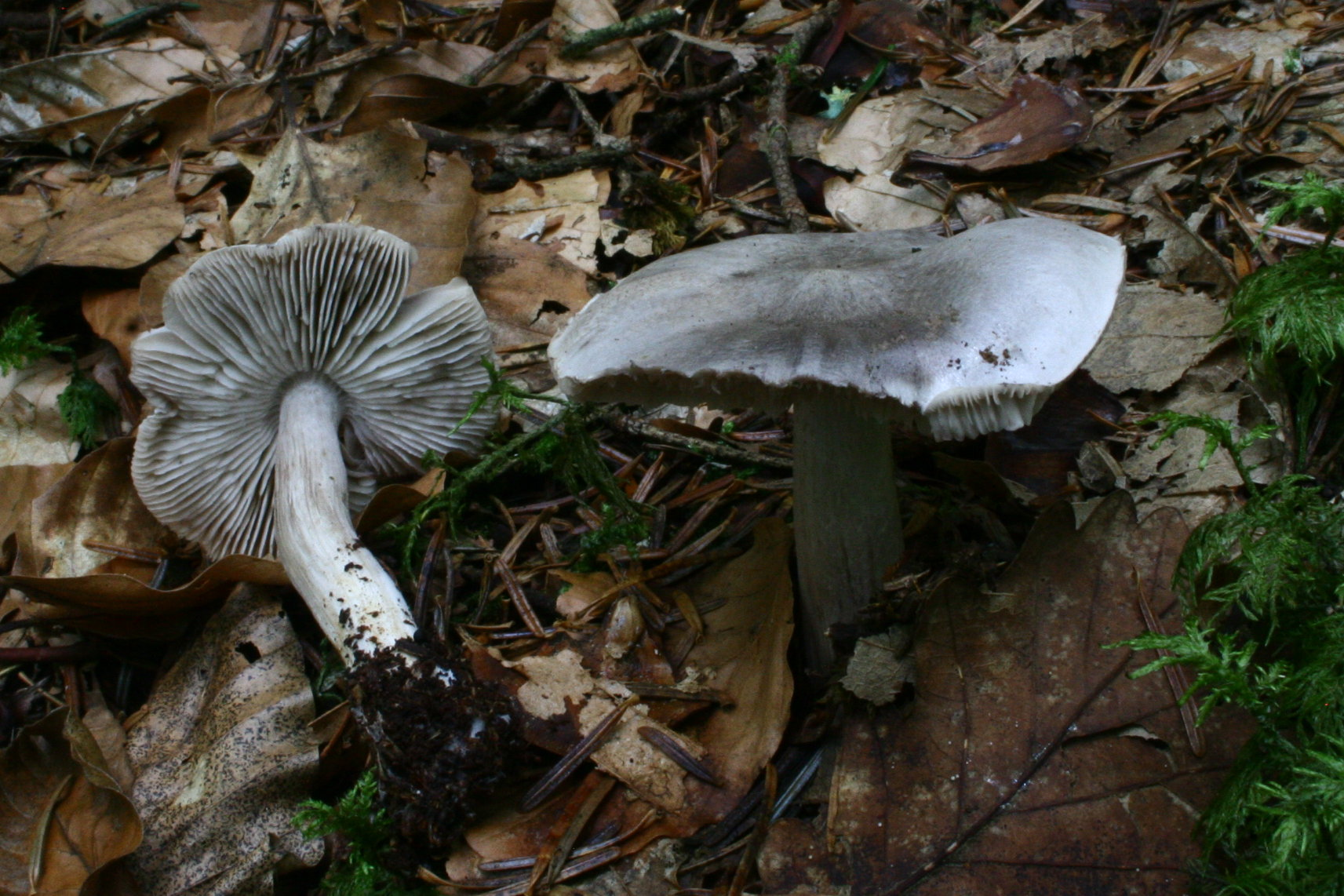
T. sciodes pălărie, lamele și picior
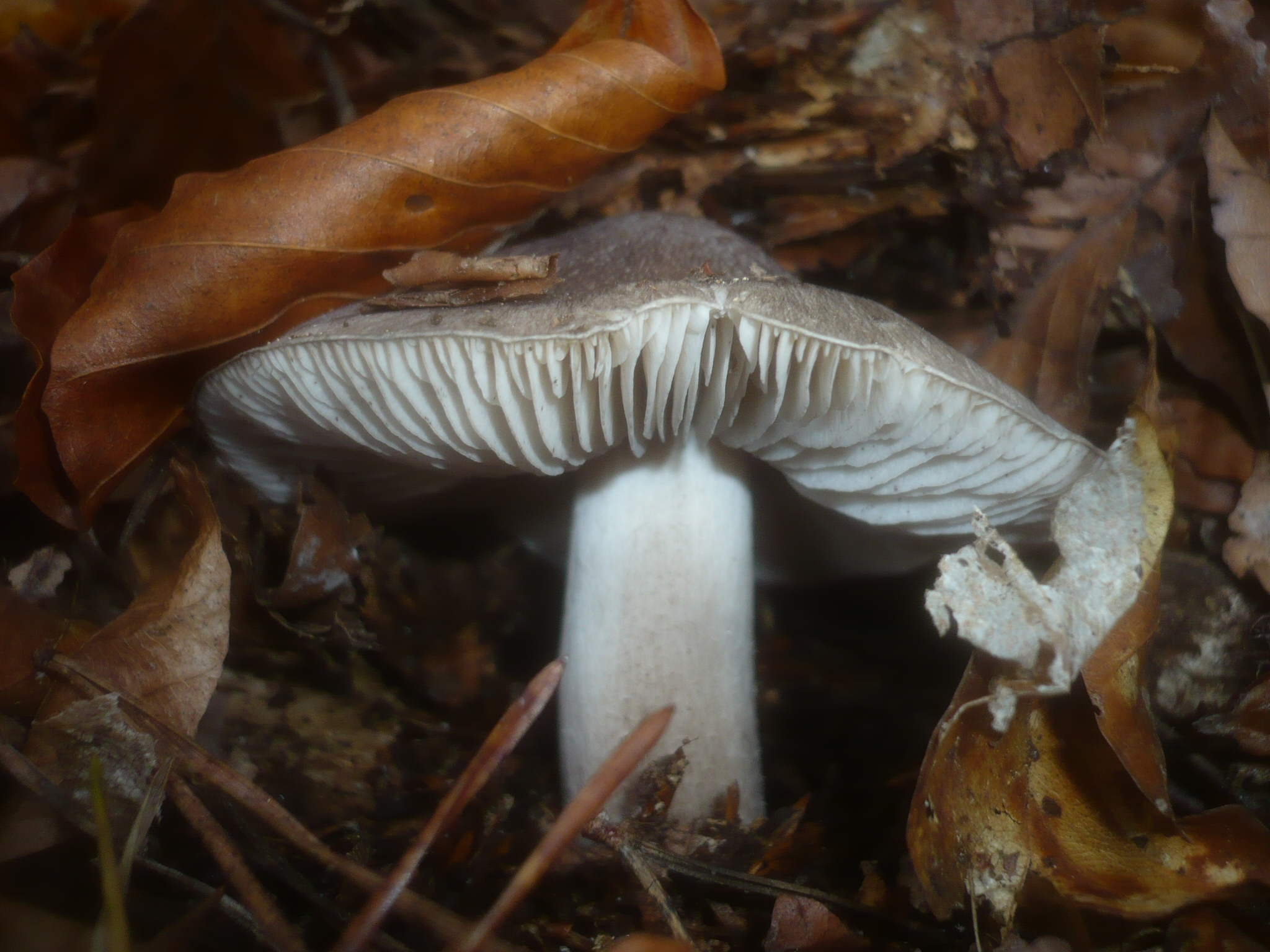
T. sciodes, aspect lateral
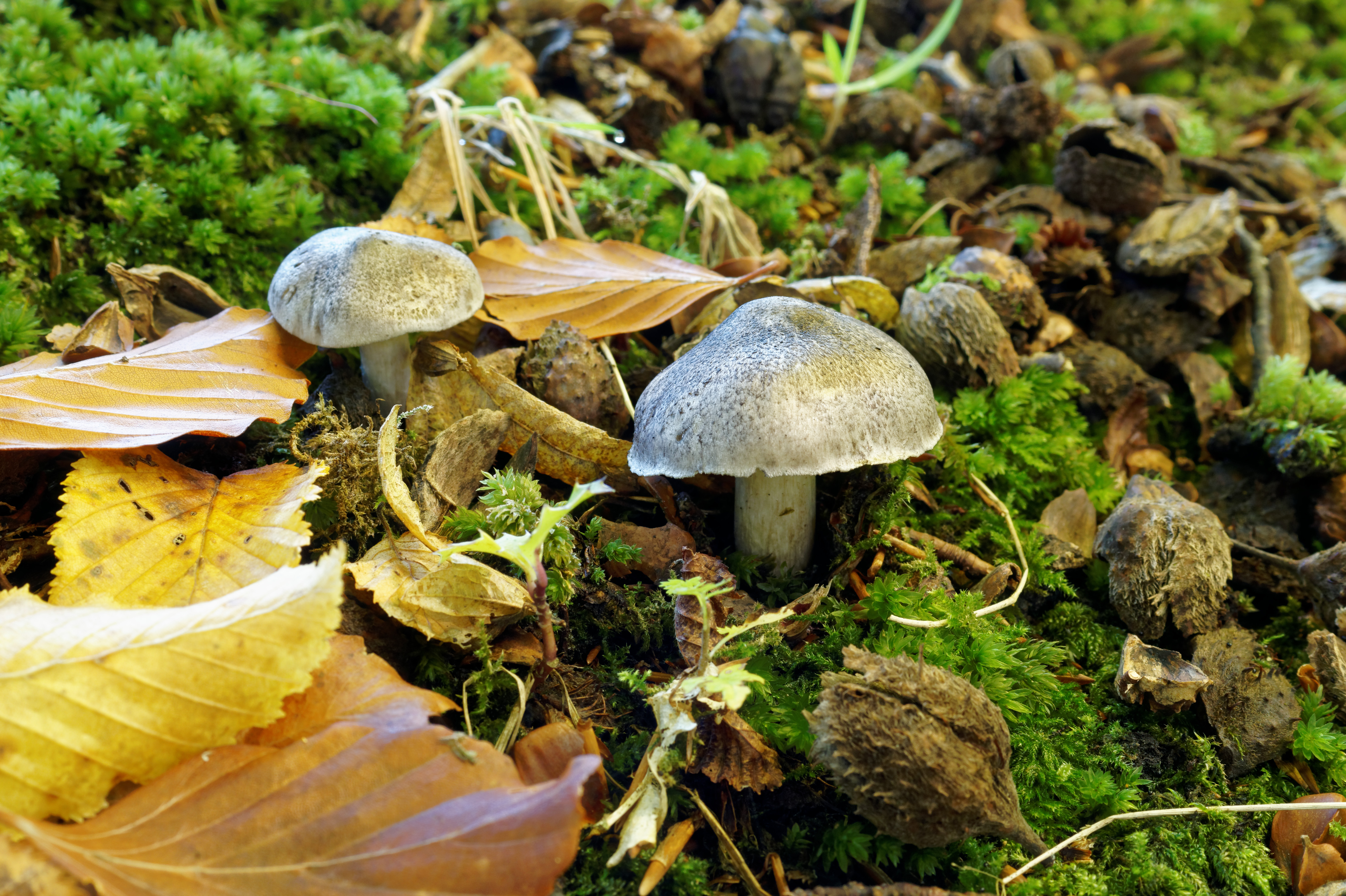
T. sciodes mai tineri
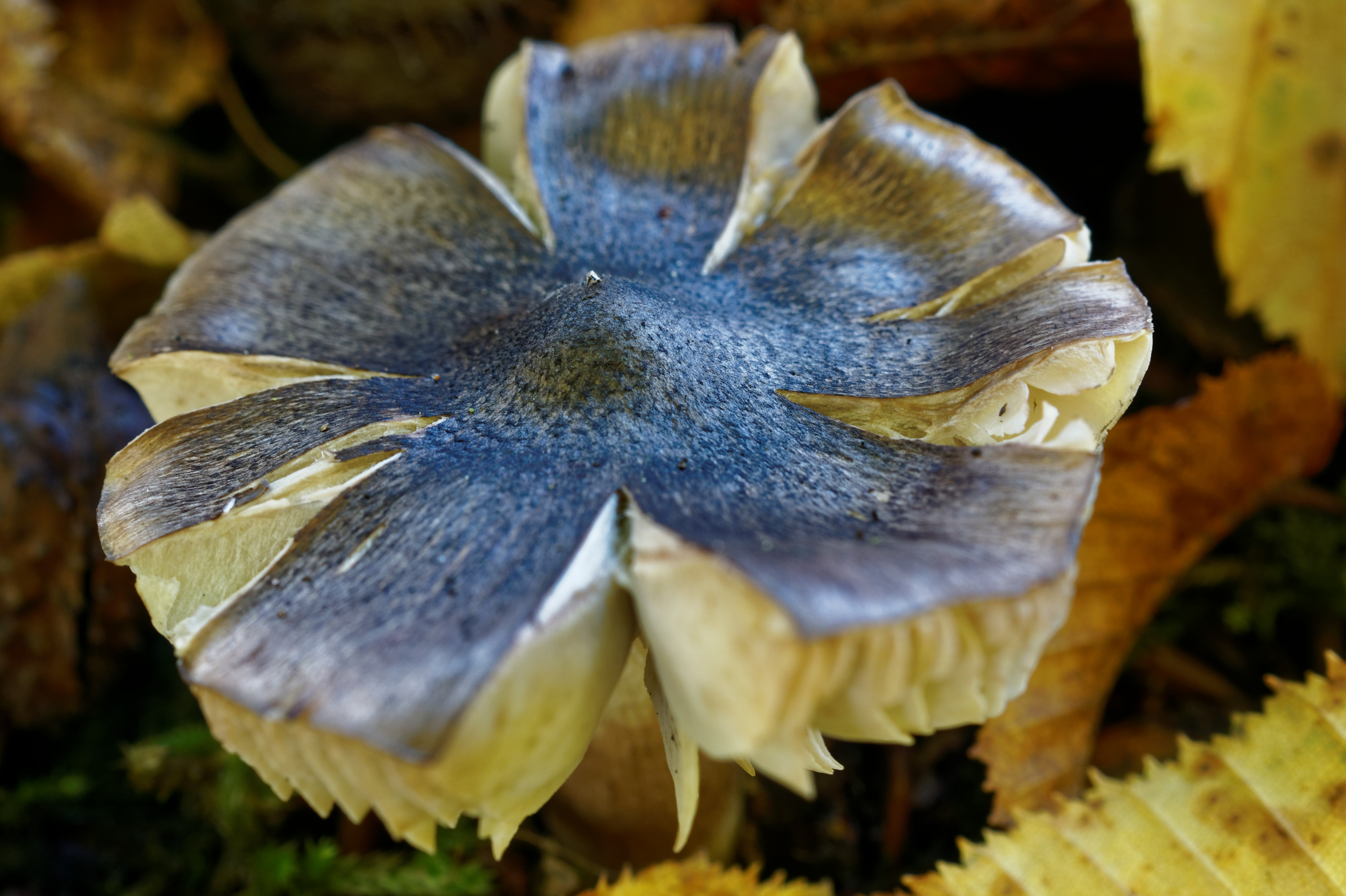
T. sciodes bătrân

## Confuzii
Acest burete poate fi confundat ușor cu soiuri comestibile, necomestibile și toxice, ca de exemplu Entoloma prunuloides (necomestibil), Lentinus tigrinus sin. Panus tigrinus (tânăr comestibil), Tricholoma argyraceum (comestibil), Tricholoma atrosquamosum sin. Tricholoma squarrulosum (comestibil, trăiește în păduri de foioase preferat sub fagi dar și în cele de rășinoase, miros de piper negru, gust făinos), Tricholoma bresadolanum (necomestibil, gust amar, trăiește numai în păduri de foioase sub fagi, foarte rar), Tricholoma cingulatum (comestibil), Tricholoma gausapatum (comestibil), Tricholoma orirubens (comestibil, trăiește numai în păduri de foioase preferat sub fagi și stejari), Tricholoma pardinum sin. Tricholoma tigrinum (otrăvitor), Tricholoma portentosum (comestibil, savuros, cu lamele slab gălbuie, se dezvoltă sub molizi și pini, respectiv sub plopi tremurători și mesteceni miros de pepeni, castraveți, ușor de faină și gust blând, ceva făinos, după mestecare ca de pepene sau de 	stridie), Tricholoma scalpturatum, (comestibil, dar nu prea delicios, trăiește în păduri de foioase și de rășinoase preferat prin iarbă și la marginea lor, miros slab de faină, gust făinos-pământos), Tricholoma terreum (comestibil, savuros), Tricholoma vaccinum (necomestibil, ingerat în cantități mai mari toxic, se dezvoltă  în același habitat ca specia descrisă, miros ceva pământos, gust amărui și iute) sau Tricholoma virgatum (otrăvitor). 

## Ciuperci asemănătoare în imagini

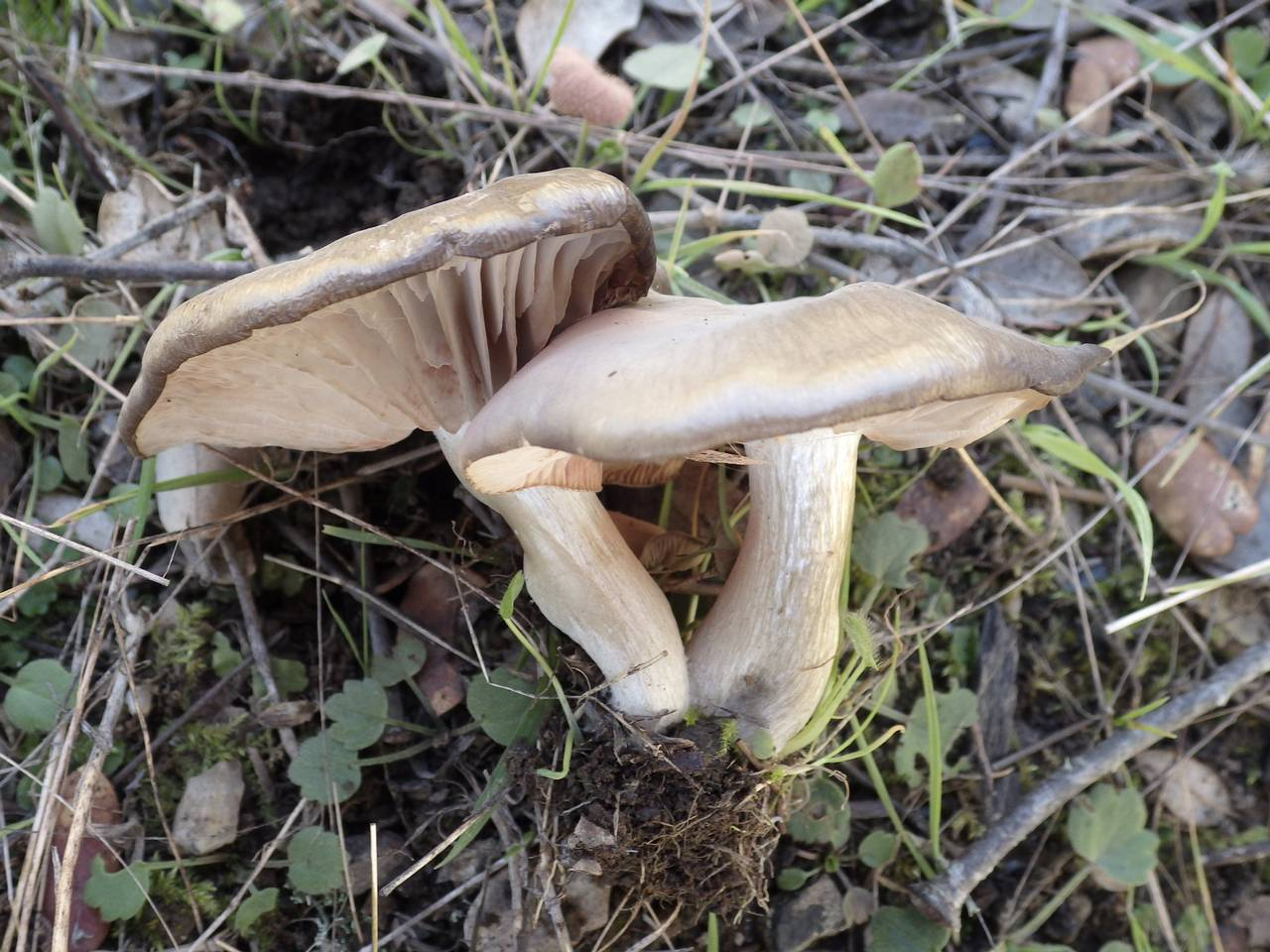
!Entoloma prunuloides!
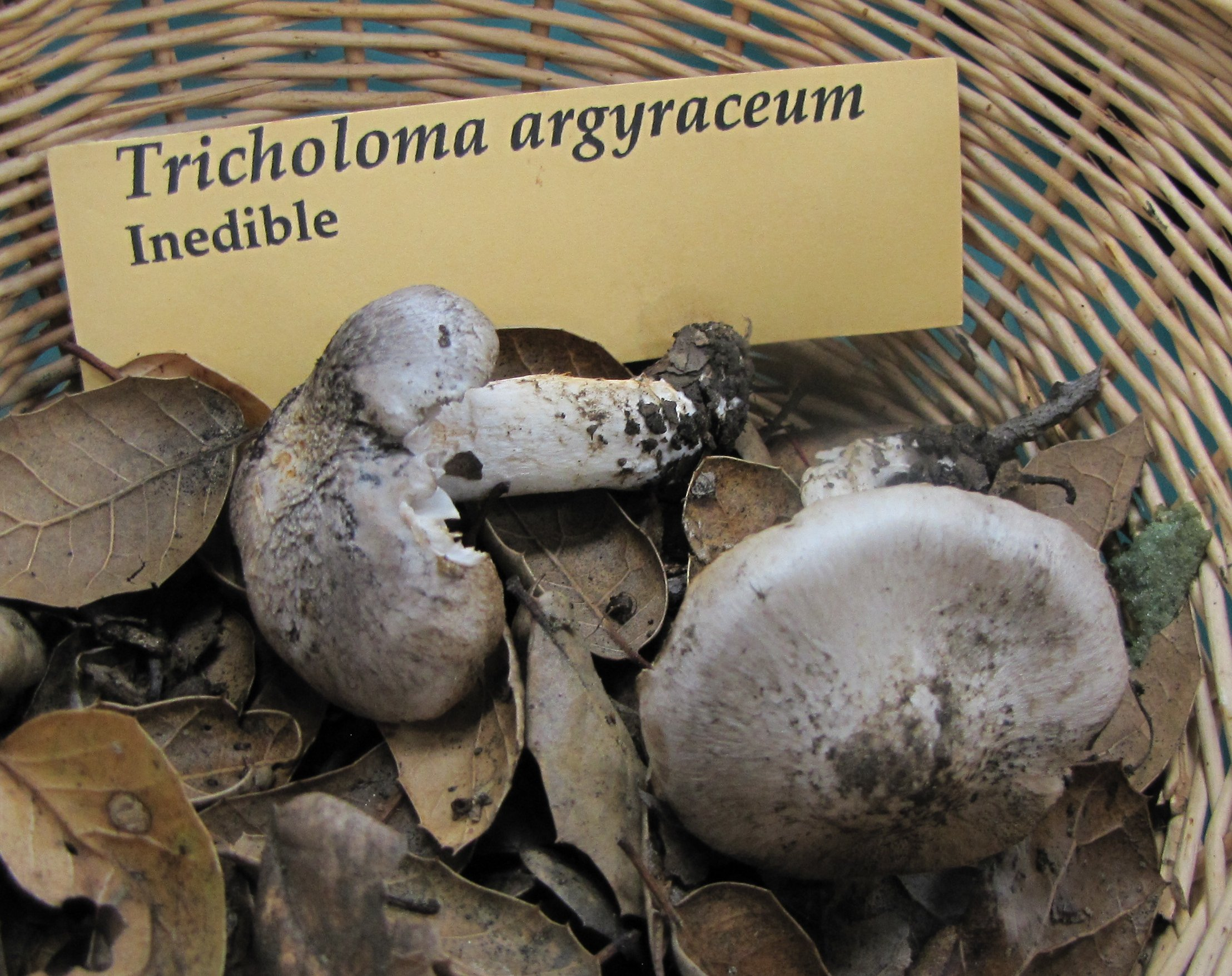
Tricholoma argyraceum
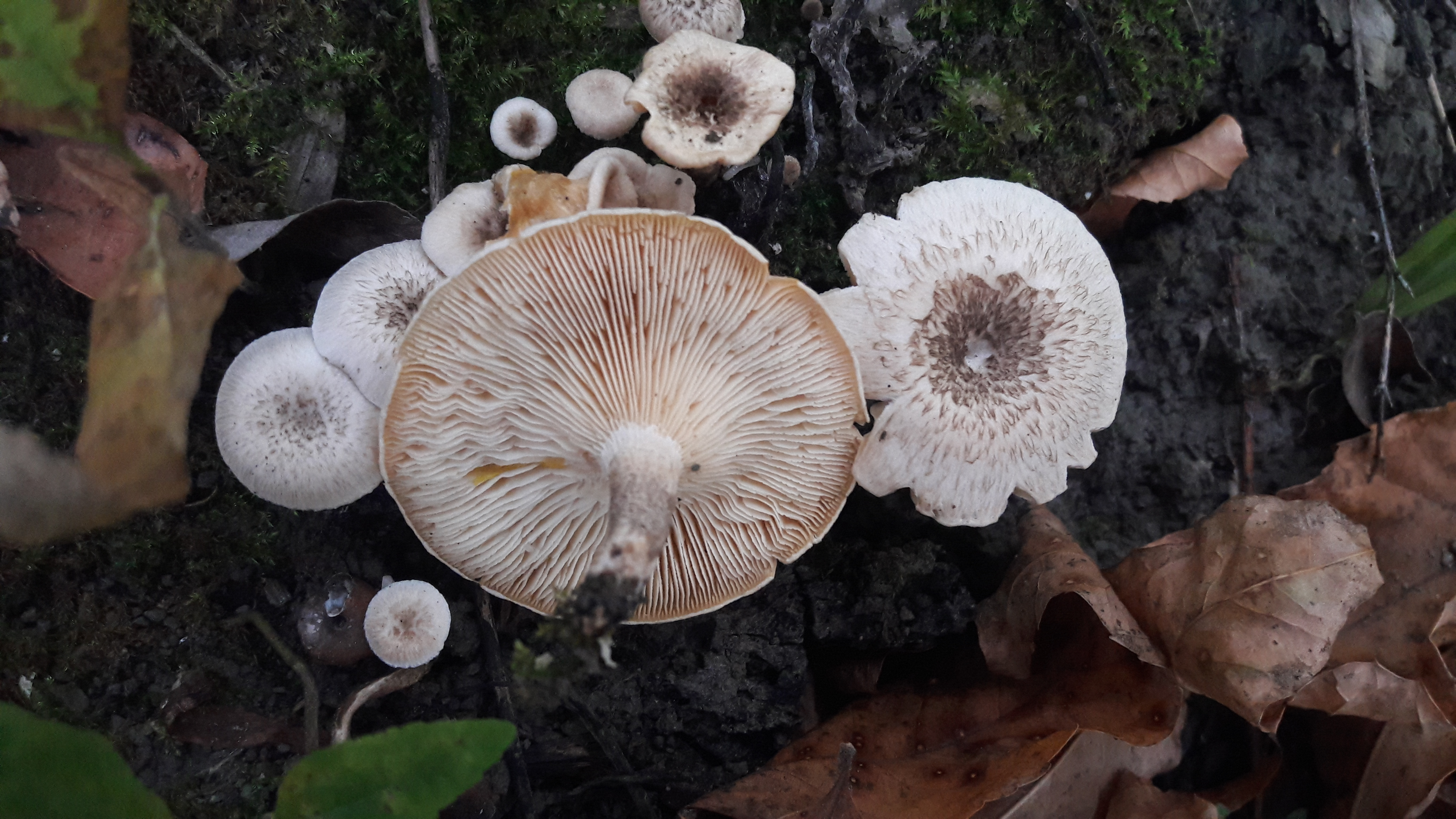
Lentinus tigrinus
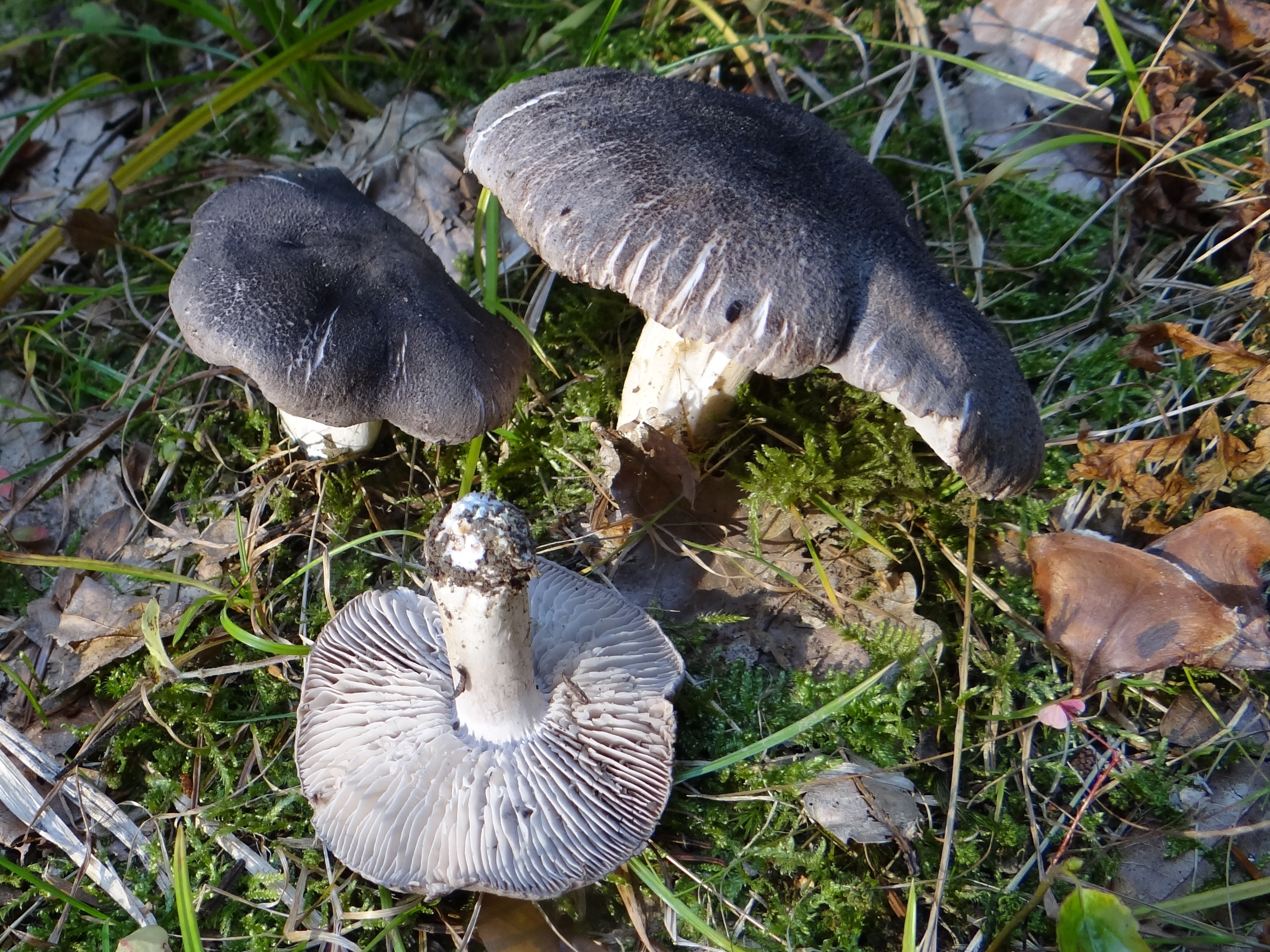
Tricholoma atrosquamosum
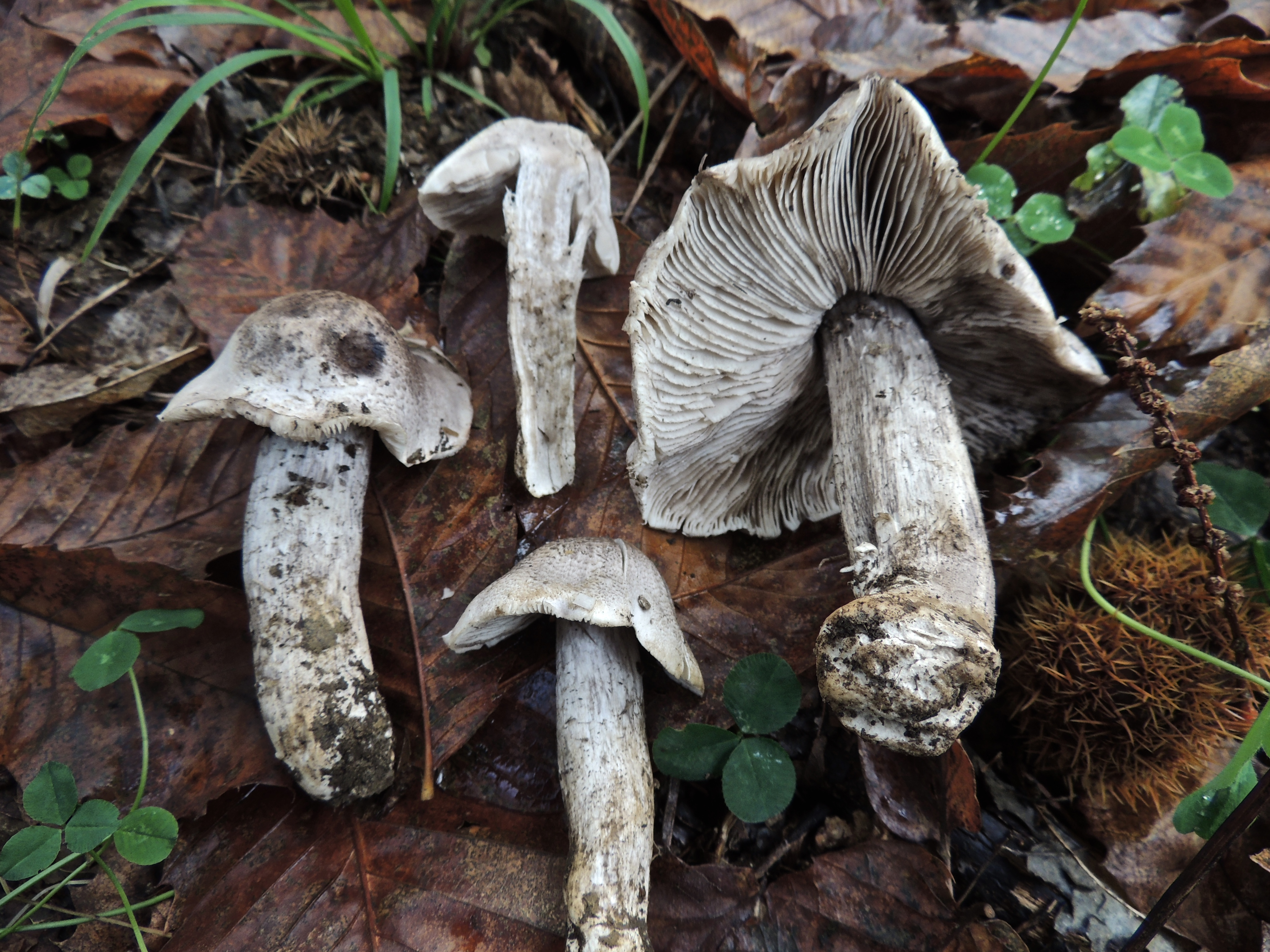
!Tricholoma bresadolanum!
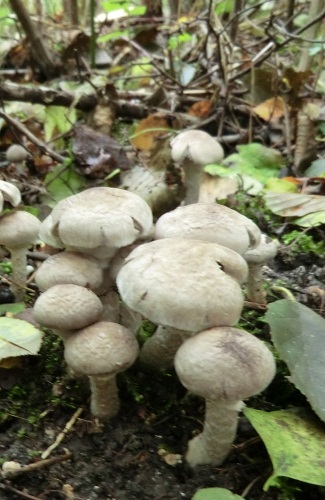
Tricholoma cingulatum
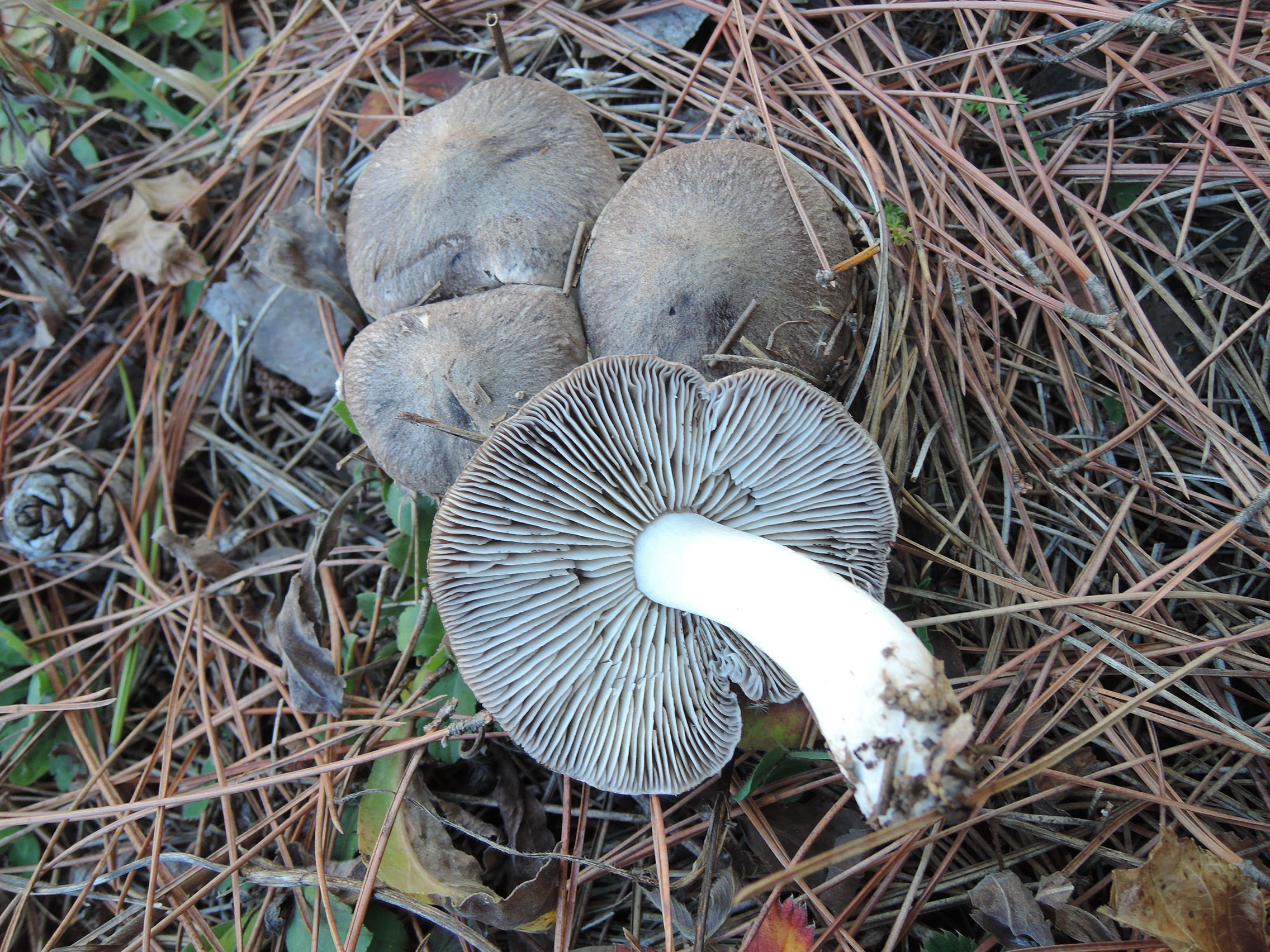
Tricholoma gausapatum
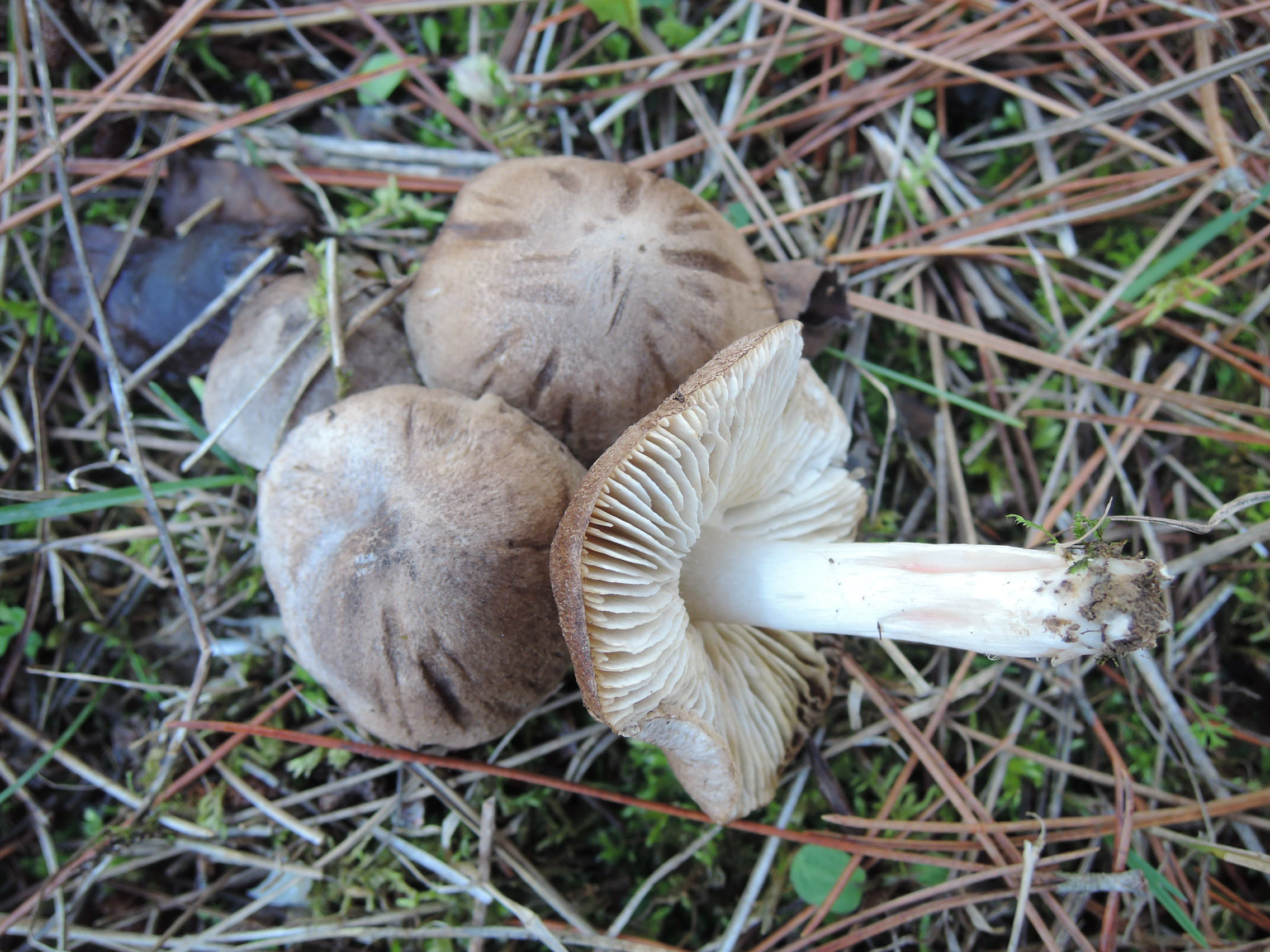
Tricholoma orirubens

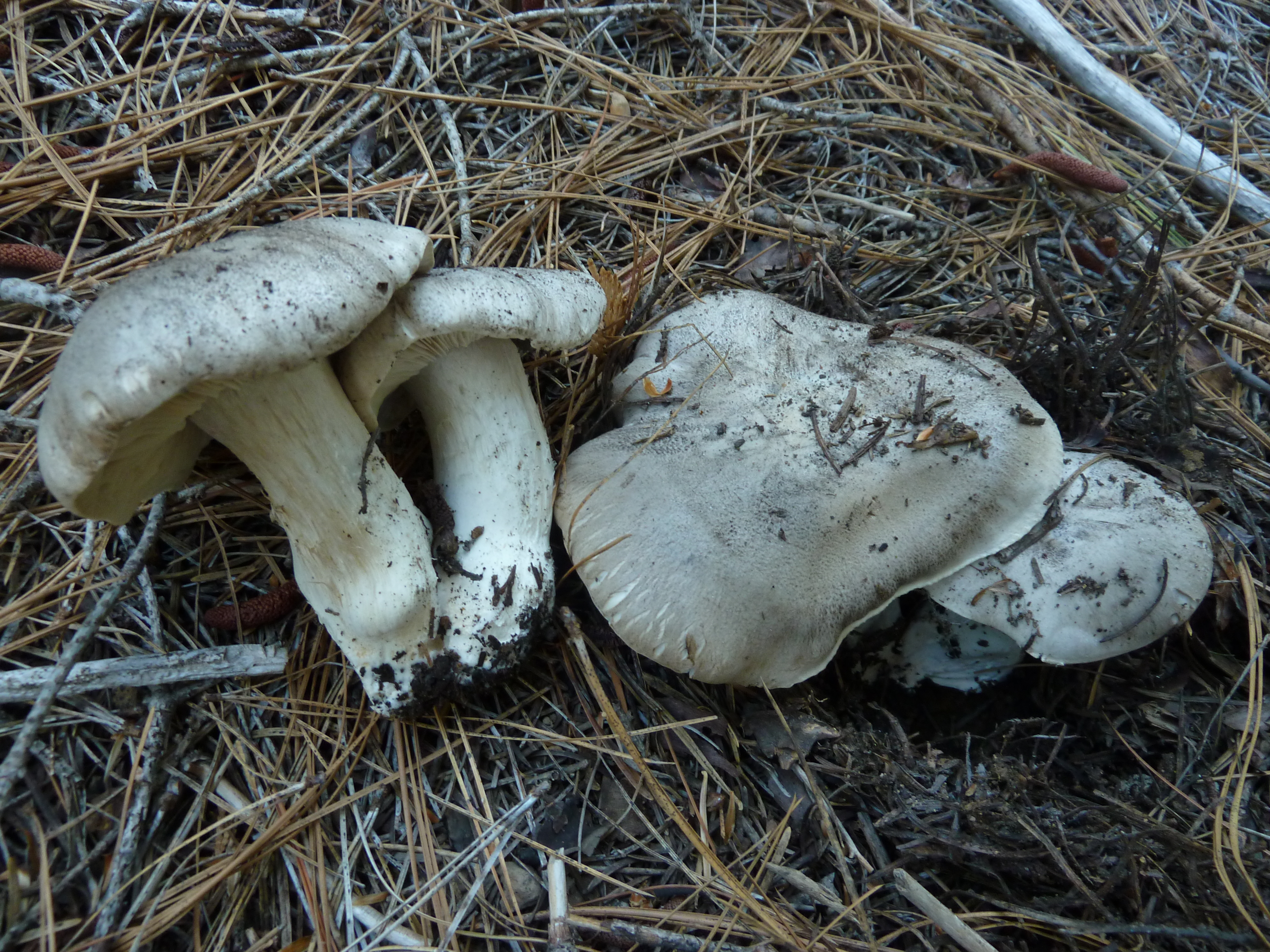
!!Tricholoma pardinum sin. Tricholoma tigrinum!!
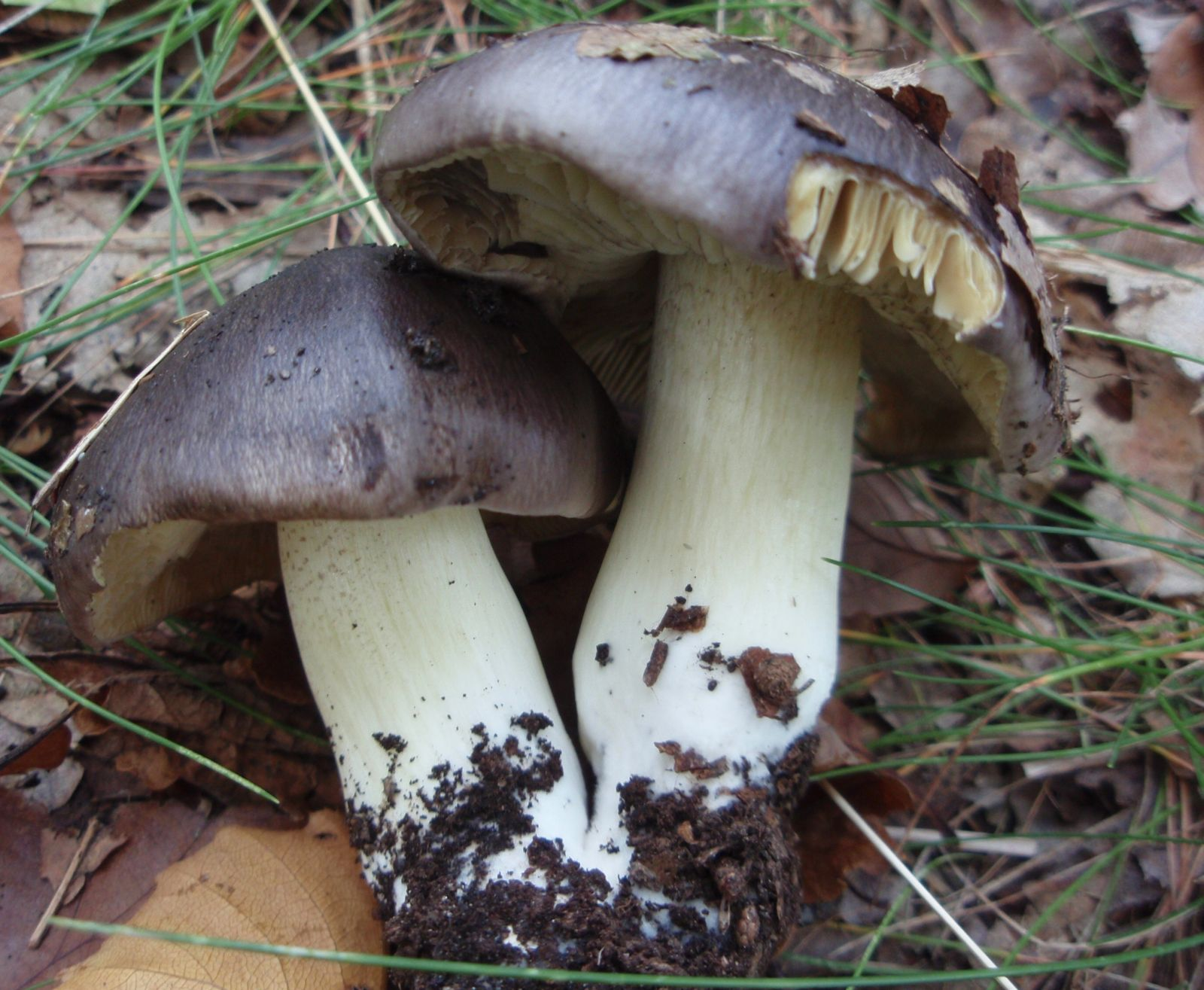
Tricholoma portentosum
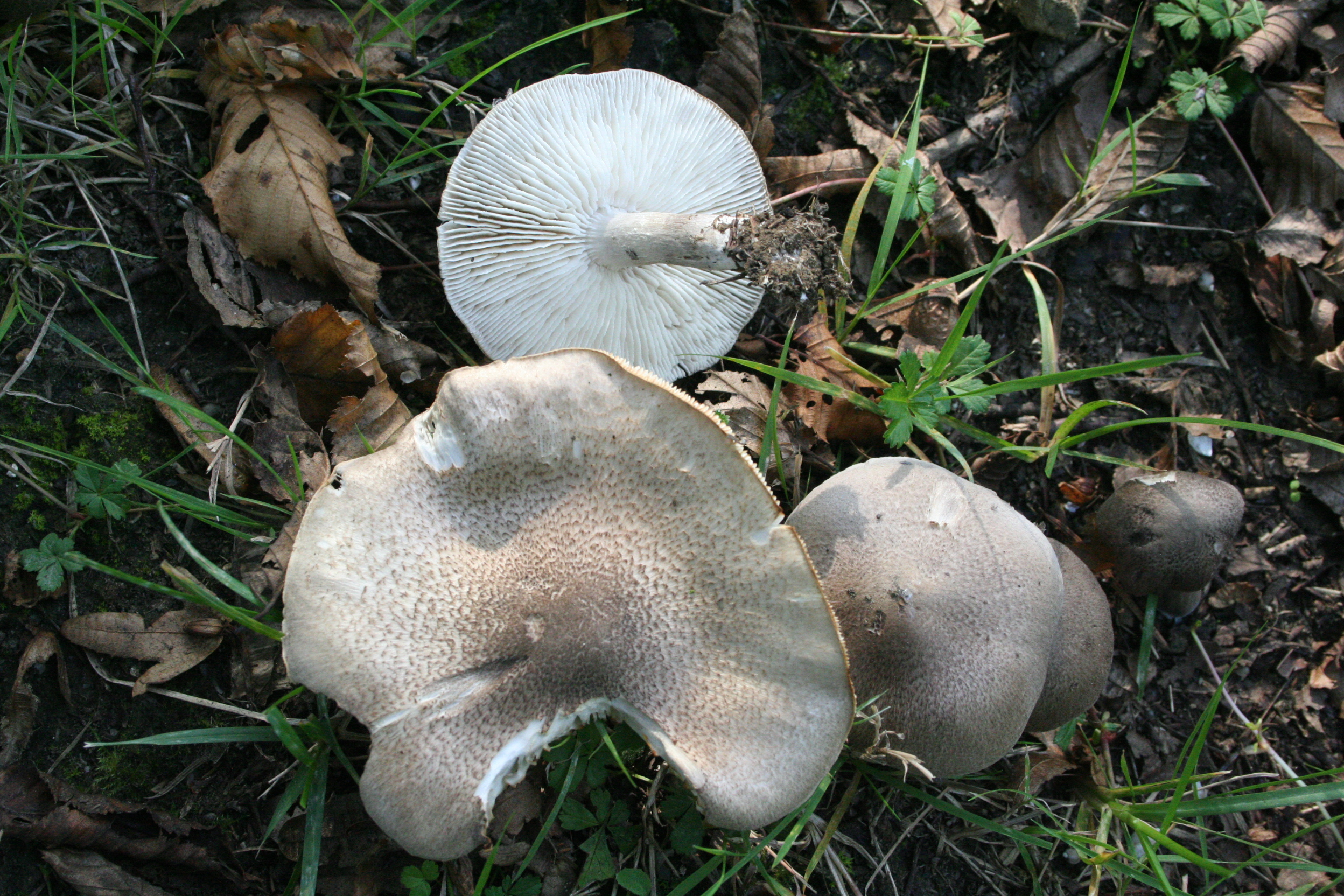
Tricholoma scalpuratum
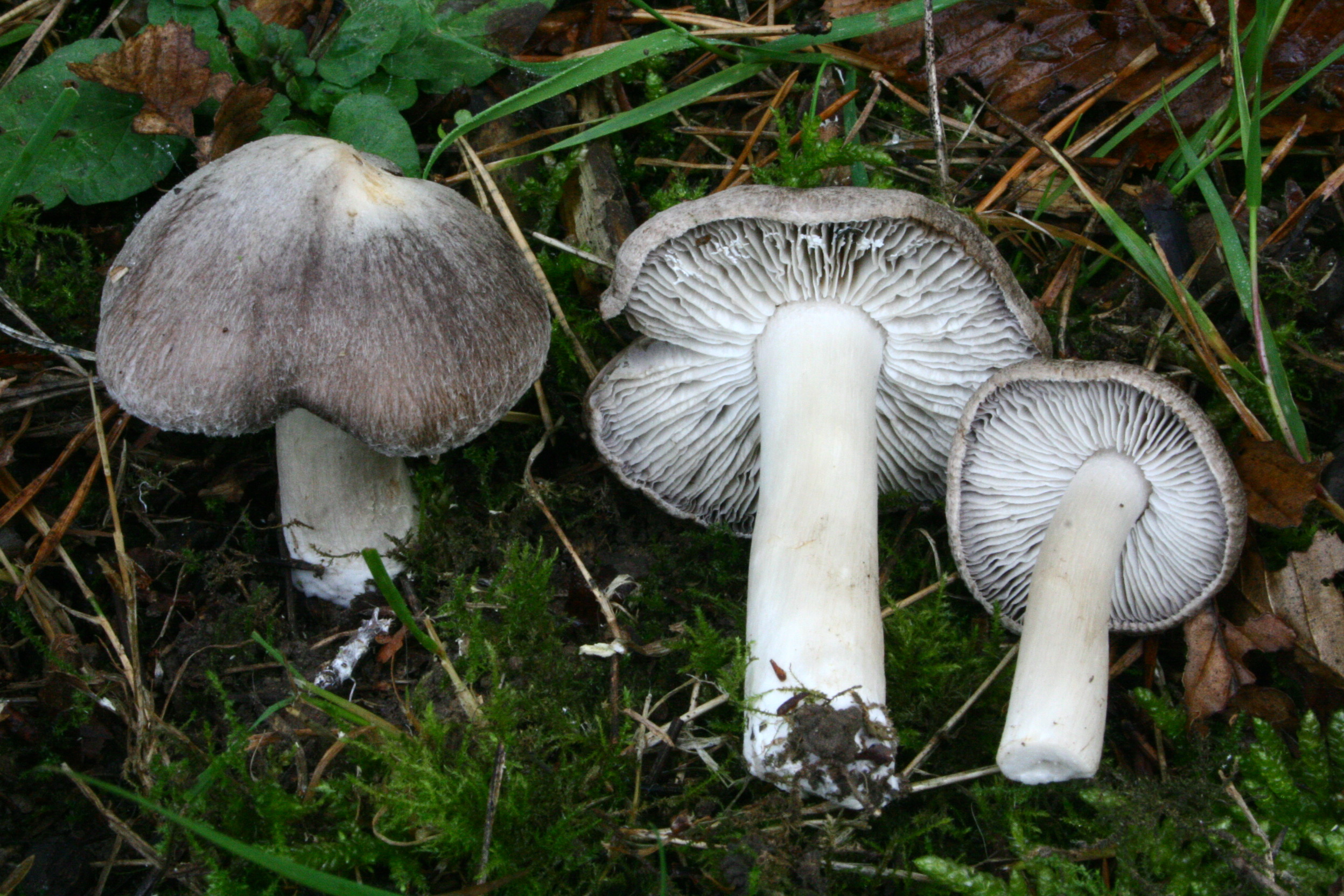
Tricholoma terreum
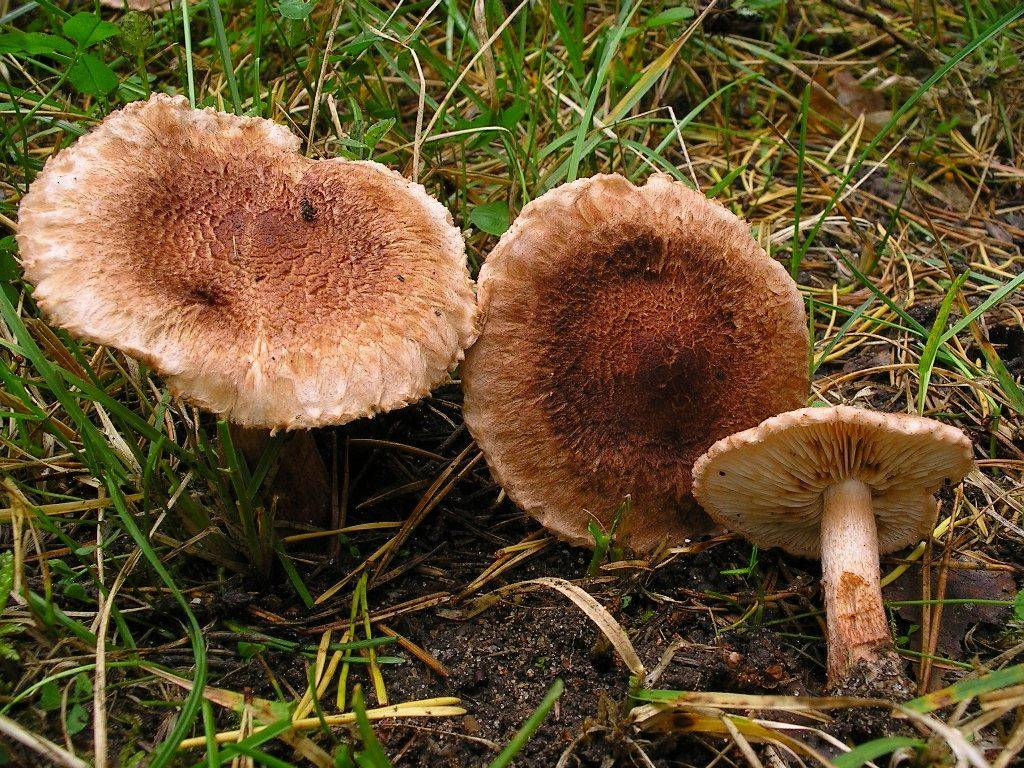
!Tricholoma vaccinum!
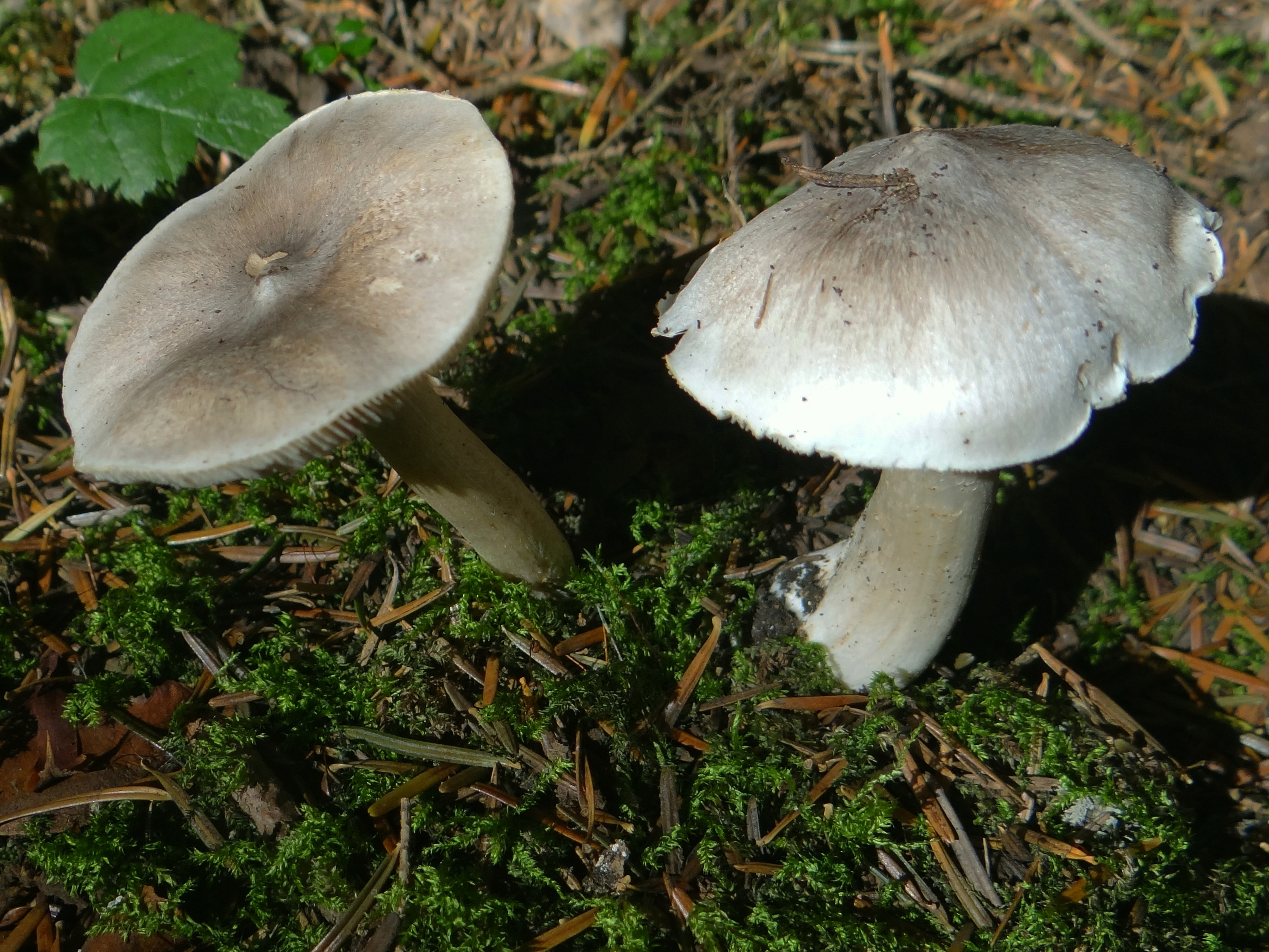
!!Tricholoma virgatum!!

## Valorificare
Dacă totuși un culegător de ciuperci ar vrea să mănânce această ciupercă, deși cu un miros pământos, gust amar și după scurt timp foarte iute, de exemplu după însilozare, ar capătă probleme gastrointestinale nu prea grave. 
| Nu mâncați niciodată bureți de genul Tricholoma iuți și/sau amari (nici după însilozare) pentru că provoacă mereu tulburări gastrointestinale, parțial foarte severe. |